# Голдебек
Голдебек (њем. Goldebek) општина је у њемачкој савезној држави Шлезвиг-Холштајн. Једно је од 132 општинска средишта округа Нордфризланд. Према процјени из 2010. у општини је живјело 354 становника. Посједује регионалну шифру (AGS) 1054037.

## Географски и демографски подаци
Голдебек се налази у савезној држави Шлезвиг-Холштајн у округу Нордфризланд. Општина се налази на надморској висини од 12 метара. Површина општине износи 10,2 km². У самом мјесту је, према процјени из 2010. године, живјело 354 становника. Просјечна густина становништва износи 35 становника/km².